# Patrizia Musso
Patrizia Musso (Milano, 15 gennaio 1969) è una saggista italiana attiva principalmente nel settore della comunicazione di impresa.

## Biografia
Laureata in Lettere e Filosofia, dal 1998 al 2004 è stata ricercatrice presso l'istituto internazionale di consulenza in comunicazione e politiche di marca, Arkema, occupandosi di formazione strategica e di ricerche semiotiche applicate al brand.  È docente a contratto presso l'Università Cattolica del Sacro Cuore di Milano dagli anni novanta, dove dirige il master universitario in "Account & Sales Management", e ha collaborato anche con l'Università IULM, l'Istituto Europeo di Design dove ha tenuto corsi sulla comunicazione e la promozione della marca e sulla storia della pubblicità. 
Ha scritto diversi saggi sulla comunicazione d'impresa; a lei si deve la creazione di neologismi come advertainment e advertainer, glass_adv e glass testimonial (una persona comune che in qualità di testimonial comunica in modo trasparente, mostrando il proprio nome e cognome) , testimonial 3.0 (un testimonial che si fa rappresentante di valori etici, come gli sportivi che promuovono una alimentazione sana), slow brand (un'azienda o un marchio che "rallenta" i ritmi commerciali dettati delle vendite e si concentra sulla qualità, la sostenibilità e l'autenticità della propria strategia) e slow boss .
Nel 2000 ha fondato Brandforum.it, l'Osservatorio culturale sul branding che tuttora dirige. Inoltre, è stata Direttore Scientifico dell'Osservatorio sul Branded Entertainment (OBE), dal 2013 al 2021. Nel 2015 ha ideato lo "Slow Brand Festival".
Ha operato anche come consulente strategica nel settore della comunicazione organizzativa.

## Opere
- I nuovi territori della marca, FrancoAngeli, Milano, 2005, ISBN 9788846468031
- Internal Branding. Strategie di marca per la cultura d'impresa, FrancoAngeli, Milano, 2007, ISBN 9788846487995
- Brand Reloading. Nuove strategie per comunicare, rappresentare e raccontare la marca, FrancoAngeli, Milano, 2011, ISBN 9788856838534
- Slow brand. La gestione socio-economica della marca contemporanea, FrancoAngeli, Milano, 2013, ISBN 9788820449445
- Slow Brand. Vincere imparando a correre più lentamente (nuova edizione), FrancoAngeli, Milano, 2017, ISBN 9788891744562
- Turismo Digitale. In viaggio tra i click (con Alessandra Olietti), FrancoAngeli, Milano, 2018, ISBN 9788891768131
- Brand Renaissance. Nuove tecniche per rivoluzionare la comunicazione organizzativa (con Maria Luisa Bionda[14]), FrancoAngeli, Milano, 2020 ISBN 9788891799302